# رایمرسهاگن
رایمرسهاگن (به آلمانی: Reimershagen) یک شهر در آلمان است که در Rostock District واقع شده‌است. رایمرسهاگن ۵۰۲ نفر جمعیت دارد.